# 宋林昌
宋林昌（1903年—1928年11月18日），字林金，陕西高陵人，高陵县早期农民运动领导人。

## 生平
1903年，宋林昌出生于陕西省高陵县东城坊（今陕西省西安市高陵区姬家街道东城坊村）。宋家非常贫困，靠宋林昌父亲做苦力维持家计。
1927年，宋林昌经白文范介绍加入中国共产党，被选举为高陵县农民协会委员。1928年7月，宋林昌和白文范被当地政府逮捕，后押解西安监狱。
1928年11月18日，宋林昌被国民政府在西安城北门外处决。

## 墓地
宋林昌烈士墓位于西安市高陵区姬家街道乡八斗赵村南。墓前有碑，碑额为“光照泉壤”，其下是“烈士宋林昌之墓”碑文，落款为“中共高陵县委员会、高陵县人民政府”。1982年，宋林昌烈士墓被高陵县人民政府列为第一批高陵县重点文物保护单位。